# Румор
Румор (нім. Rumohr) — громада в Німеччині, розташована в землі Шлезвіг-Гольштейн. Входить до складу району Рендсбург-Екернферде. Складова частина об'єднання громад Мольфзе.
Площа — 8,6 км2. Населення становить 855 ос. (станом на 31 грудня 2020).